# Imam dečka nemirnog
Imam dečka nemirnog je prvi album srbske pop-folk pevke Dragane Mirković. Album je izšel leta 1984 in je prodan v več kot 160.000 primerkih.

## Seznam pesmi in avtorjev
- Imam dečka nemirnog (N.Urosevic)
- Uteši me, tužna sam (N.Urosevic - J.Urosevic - T.Miljic)
- Znaš da nosim prsten tvoj (N.Urosevic - R.Stokic - T.Miljic)
- Haljinica plave boje (N.Urosevic - R.Kacarevic - Kaca)
- Hej mladiću, baš si šik (N.Urosevic)
- Sanjala sam nase venčanje (N.Urosevic - J.Urosevic - T.Miljic)
- Proleće je samo meni nije (N.Urosevic - R.Stokic - N.Nikolic)
- Tebi treba žena kao ja (R.Stokic - T.Miljic)